# It Could Happen to You (película de 1994)
It Could Happen to You (Lotería del amor en Latinoamérica y Te puede pasar a ti en España) es una comedia romántica del año 1994, dirigida por Andrew Bergman y protagonizada por Nicolas Cage y Bridget Fonda.
La película recaudó casi treinta y ocho millones de dólares solo en Estados Unidos y está basada parcialmente en la historia verdadera de Phyllis Penzo y el Oficial Robert Cunningham, una camarera y un policía de Nueva York que ganaron juntos a la lotería. 

## Argumento
Charlie Lang es un policía neoyorquino con un corazón de oro, muy querido por sus colegas policías y vecinos del barrio. Un día, con su compañero atienden una emergencia en un barrio peligroso y luego deciden ir a tomar un café en un restaurante cercano, al no tener suficiente dinero para dejarle propina a Yvonne en el restaurante donde esta trabaja como camarera, le ofrece dejarle el boleto de lotería, al siguiente día regresará para pagarle la propina o la mitad del premio en caso de que gane la lotería con el billete que acaba de comprar. 
Afortunadamente, el policía gana la lotería: cuatro millones de dólares. Fiel a su palabra, y a pesar del enojo y las amenazas de su esposa, la intención de Charlie es de darle la mitad del dinero a la camarera, tal como lo había prometido. Su esposa Muriel tiene una idea muy distinta, pero al final acepta porque considera sería una historia que la prensa promoverá para mejorar su imagen y posición en la sociedad. 
Charlie descubre que la camarera también tiene un corazón de oro, pues con el dinero que le da la lotería, compra el restaurante donde trabajaba y destina una mesa para dar comida a la persona pobre que no pueda pagarla, y sale a repartir comida a los pobres.
Charlie decide seguir trabajando como policía para ayudar a las personas, a pesar de recibir el pago mensual de la lotería, se convierte en un héroe por frustrar un intento de robo en una tienda de comestibles del barrio, pero resulta herido en el proceso, esto lo obliga a despedirse de la policía y pasa a retiro recibiendo su pensión completa.
En una reunión en un barco alquilado para los ganadores de la lotería y otros miembros de la alta sociedad, para promover la Lotería del Estado, Muriel conoce al recién rico Jack Gross, promete invertir su dinero, coquetea con él y luego comienza una aventura. Mientras tanto, Charlie e Yvonne pasan mucho tiempo juntos, a menudo dando regalos a los pasajeros del metro, ayudando a los pobres, caridad, los niños, sobre esto informan los medios. Muriel se cansa de las constantes donaciones y la simplicidad general de Charlie, lo echa de su apartamento y le pide el divorcio.
Esa misma noche, Yvonne sale de su apartamento después, porque su exesposo aparece y amenaza con quedarse hasta recibir  $50,000 por el divorcio. Inocentemente, Charlie e Yvonne se encuentran en el Hotel Plaza y, sin querer, terminan pasando la noche juntos.
Cuando Muriel y Charlie se divorcian, ella propone recibir todo el dinero ganado en la Lotería, ahora a Charlie no le importa dar su parte del dinero, pero Muriel también quiere el dinero entregado a Yvonne, entonces por ser una situación muy complicada y nunca antes conocida, Charlie lleve el caso a los tribunales. El jurado decide a favor de Muriel, por ser su esposa legítima, Yvonne, sintiéndose culpable por haberle costado todo el dinero a Charlie, sale corriendo de la corte llorando y trata de mantenerse alejada de Charlie. Pero el policía, ahora perdidamente enamorado de la camarera, la encuentra en su restaurante y le dice, el dinero no significa nada para él, y se declaran su amor. Mientras reflexionan sobre su futuro en el restaurante, tienen la amabilidad de proporcionarle a un cliente pobre y hambriento algo de sopa, come en la mesa especial. 
El cliente pobre es el reportero trabajando encubierto para obtener una noticia, disfrazado Angel Dupree, quien toma fotos de la pareja y en los periódicos del día siguiente, elogia públicamente su voluntad de alimentar a un hombre pobre y hambriento incluso en su hora más oscura. Justo cuando Charlie e Yvonne se dan por vencidos por la publicidad, y se mudan de la ciudad, los ciudadanos de la ciudad de Nueva York, sin duda conmovidos por la generosidad de la pareja, envían "al policía y a la mesera" miles de cartas con propinas por un total de $600,000.
Después de que Charlie y Muriel se divorcien, el nuevo esposo de Muriel, Jack Gross, huye del país con todo su dinero y se revela como un estafador. Luego se muda con su madre al Bronx y vuelve a su antiguo trabajo de manicura. El exmarido de Yvonne, Eddie, acaba trabajando como taxista. Charlie regresa felizmente a la fuerza policial e Yvonne recupera el restaurante. Al final de la película, Charlie e Yvonne se casan, y comienzan su luna de miel despegando de Central Park en un globo aerostático, llevando el letrero con el titular del New York Post "Cop Weds Waitress", justo antes de que aparezcan los créditos finales.

## Reparto
- Nicolas Cage como Charlie Lang.
- Bridget Fonda como Yvonne Biasi.
- Rosie Perez como Muriel Lang.
- Wendell Pierce como Bo Williams.
- Isaac Hayes como Angel Dupree.
- Víctor Rojas como Jesu.
- Seymour Cassel como Jack Gross.
- Stanley Tucci como Eddie Biasi.
- J.E. Freeman como Sal Bontempo.
- Red Buttons como Walter Zakuto.
- Richard Jenkins como C. Vernon Hale.
- Robert Dorfman como Walter.
- Charles Busch como Timothy.
- Beatrice Winde como Jueza.
- Ginny Yang como Mrs. Sun

. Willie Colon como " Alcalde "